# Estación Eldorado
La Estación Eldorado, localizada en el municipio de Conteo es una estación terminal de la Línea 1 del Metro de Belo Horizonte y es la estación más transitada del Metro de Belo Horizonte, siendo un importante medio de transporte para los habitantes de Conteo. Fue la primera terminal intermodal entre líneas de autobús y Metro de la Región Metropolitana de Belo Horizonte.

## Líneas Metropolitanas (SEINFRA) Integradas
- 1100  Palmares / Bela Vista
- 1220  Sol Nascente / Água Branca
- 1230  Palmares 1.ª Seção / Bela Vista via BR-381
- 1250  Água Branca / Sol Nascente
- 1300  Palmares 2.ª Seção / Bela Vista via Av. João César
- 1330  Washington Pires / Estación Eldorado
- 1350  Estación Eldorado / Mangueiras
- 1370  Industrial / Cardoso A
- 1380  Industrial / Cardoso B
- 1600  Petrolina / Estación Eldorado
- 1620  Jardim das Rosas via BR-381 / Estación Eldorado
- 1630  Cascata / Estación Eldorado
- 1640  Ouro Negro / Estación Eldorado
- 1650  Montreal via Ouro Negro / Cidade Industrial
- 1670  Petrovale via Cascata / Cidade Industrial
- 1700  Eldorado via BR-381 / Estación Eldorado
- 1710  Petrovale / Estación Eldorado
- 2480  São José / Cidade Industrial
- 2490  Alípio de Melo via Av. Helena Vasconcelos / Cidade industrial